# IMSAT
IMSAT București este o companie industrială diversificată din România, înființată în anul 1962.
Domeniile de activitate ale IMSAT sunt: domeniul mecanic și al structurilor metalice, instalații electrice, instalații de climatizare, proces industrial, sisteme de comunicație, sisteme de securitate, echipamente electrice, instalații pentru căi ferate și transport urban.
Serviciile oferite sunt: proiectare, instalare, punere în funcțiune, mentenanță.
IMSAT furnizează aceste servicii către industrie, sectorul terțiar, operatori de telecomunicații, administrația publică, bănci comerciale, companii de transport feroviar sau public urban etc.
Cifra de afaceri în 2008: 106 milioane euro

## Istoric
Compania a fost controlată până în 2006 de fondul american de investiții Broadhurst Investment, prin NCH Advisors, care a vândut ulterior participația firmei Tehno Industrial Invest, deținută de cinci dintre managerii companiei.
În luna decembrie a anului 2006, Tehno Industrial Invest a vândut 51% din pachetul de acțiuni grupului francez SNEF, care are același obiect de activitate cu IMSAT.

## Activitate
Una dintre cele mai importante divizii ale companiei este cea de semnalizări și automatizări transporturi, printre clienții IMSAT pe acest segment fiind SNCFR, RATB sau Metrorex.
Totodată, firma are un departament de construcții-montaj industrial, în sectoarele producției de ciment, sticlă sau var.
Pe segmentul echipamentelor electrice, cel mai important client al IMSAT este grupul General Electric, pentru care firma realizează panouri de comandă mobile.
În cadrul diviziei de instalații de automatizare, IMSAT realizează elemente software și hardware de automatizare pentru diverse societăți industriale.
Totodată, IMSAT realizează lucrări pentru rețele IT, de securitate sau instalații pentru clădiri, centre comerciale sau industria auto.